# Corquoy
Corquoy ist eine französische Gemeinde mit 199 Einwohnern (Stand: 1. Januar 2022) im Département Cher in der Region Centre-Val de Loire. Sie gehört zum Arrondissement Saint-Amand-Montrond und zum Kanton Trouy.
Sie entstand mit Wirkung vom 1. Januar 2019 als namensgleiche Commune nouvelle durch die Fusion der ehemaligen Gemeinde Corquoy und Sainte-Lunaise, denen in der neuen Gemeinde den Status einer Commune déléguée nicht zuerkannt wurde. Der Verwaltungssitz befindet sich im Ort Corquoy.

## Gemeindegliederung
| Ortsteil                    | ehemaliger INSEE-Code | Fläche (km²) | Höhenlage (m) | Einwohnerzahl (2016) |
| --------------------------- | --------------------- | ------------ | ------------- | -------------------- |
| Corquoy (Verwaltungssitz)00 | 18073                 | 22,62        | 128–174       | 200                  |
| Sainte-Lunaise              | 18222                 | 13,95        | 145–179       | 017                  |

## Lage
Corquoy liegt rund 22 Kilometer (Luftlinie) südsüdwestlich der Stadt Bourges. Das Gemeindegebiet wird vom Fluss Cher durchquert.
Nachbargemeinden sind Lapan und Arçay im Norden, Levet im Nordosten, Serruelles im Osten, Châteauneuf-sur-Cher im Südosten, Venesmes im Süden und Primelles im Westen.

## Bevölkerungsentwicklung
| Gemeinde                  | Einwohnerzahlen (Census) |      |      |      |      |      |      |      |      |      |      |
| Gemeinde                  | 1962                     | 1968 | 1975 | 1982 | 1990 | 1999 | 2006 | 2008 | 2011 | 2013 | 2016 |
| ------------------------- | ------------------------ | ---- | ---- | ---- | ---- | ---- | ---- | ---- | ---- | ---- | ---- |
| Corquoy                   | 272                      | 250  | 222  | 216  | 236  | 207  | 235  | 238  | 241  | 227  | 200  |
| Sainte-Lunaise00          | 43                       | 43   | 31   | 36   | 29   | 23   | 23   | 23   | 22   | 19   | 17   |
| Corquoy                   | 315                      | 293  | 253  | 252  | 265  | 230  | 258  | 261  | 263  | 246  | 217  |
| Quelle: Cassini und INSEE |                          |      |      |      |      |      |      |      |      |      |      |

Die Gesamt-Einwohnerzahlen der Gemeinde Corquoy  wurden durch Addition der bis Ende 2018 selbständigen Gemeinden ermittelt.

## Sehenswürdigkeiten
- Kirche Saint-Martin

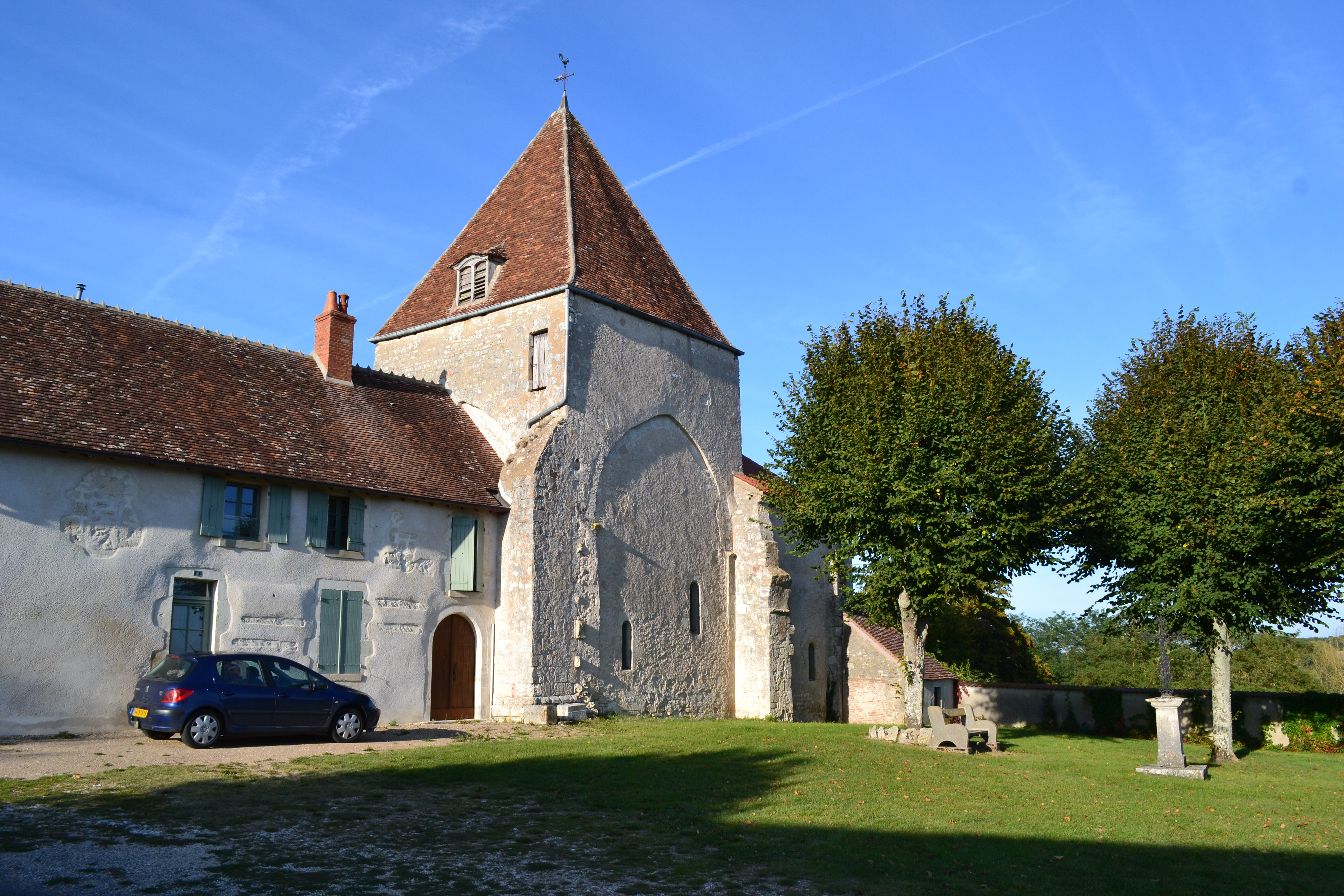
Kirche Saint-Martin

- siehe auch: Liste der Monuments historiques in Corquoy